# تلمبة محمد أباد موسي اكبري (دشتاب)
تلمبة محمد أباد موسی اكبري (بالإنجليزية: Tolombeh-ye Mohammadabad Musa Akbari)‏ هي مستوطنة تقع في إيران في قسم دشتاب الريفي.